# Agnorisma bollii
Agnorisma bollii là một loài bướm đêm thuộc họ Noctuidae. Chúng phân phối bậc hở từ vịnh Chesapeake của Vườn quốc gia Maryland, Vườn quốc gia Dãy núi Great Smoky, phía tây của Dãy Appalachian, từ miền nam Ohio và đông nam Kansas phía nam đến Mississippi và Arkansas.
Sải cánh dài khoảng 32 mm. Con trưởng thành bay từ tháng 8 đến tháng 10 tùy theo địa điểm.